# Copalcotitla
Copalcotitla är en ort i Mexiko.   Den ligger i kommunen Huatlatlauca och delstaten Puebla, i den sydöstra delen av landet, 140 km sydost om huvudstaden Mexico City. Copalcotitla ligger 1 636 meter över havet och antalet invånare är 361.
Terrängen runt Copalcotitla är varierad. Runt Copalcotitla är det ganska glesbefolkat, med 29 invånare per kvadratkilometer. Närmaste större samhälle är Atoyatempan, 17,2 km nordost om Copalcotitla. I omgivningarna runt Copalcotitla växer huvudsakligen savannskog.